# (3122) Florence
(3122) Florence es un asteroide que forma parte de los asteroides Amor y fue descubierto por Schelte John Bus desde el Observatorio de Siding Spring, cerca de Coonabarabran (Australia) el 2 de marzo de 1981.
El 1 de septiembre de 2017 pasó a 0.04723 UA (7,066,000 km; 4,390,000 mi) desde la Tierra, Iluminando a una magnitud aparente de 8.5, cuando fue visible en pequeños telescopios durante varias noches mientras se movió a través de las constelaciones Piscis Austrinus, Capricornus, Acuario y Delphinus.

## Designación y nombre
Florence se designó inicialmente como 1981 ET3.
Más tarde, en 1993, fue nombrado en honor de la enfermera y estadística británica Florence Nightingale (1820-1910).

## Características orbitales
Florence está situado a una distancia media de 1,768 ua del Sol, pudiendo acercarse hasta 1,021 ua y alejarse hasta 2,516 ua. Su inclinación orbital es 22,16 grados y la excentricidad 0,4228. Emplea 858,9 días en completar una órbita alrededor del Sol.
Florence es un asteroide cercano a la Tierra que pertenece al grupo de los asteroides potencialmente peligrosos, y desde que estos empezaron a ser observados es considerado el más grande de ellos (más de cuatro kilómetros de diámetro).

## Características físicas
La magnitud absoluta de Florence es 14,1. Tiene 4,9 km de diámetro y un periodo de rotación de 2,358 horas. Está asignado al tipo espectral S de la clasificación SMASSII.

## Satélites

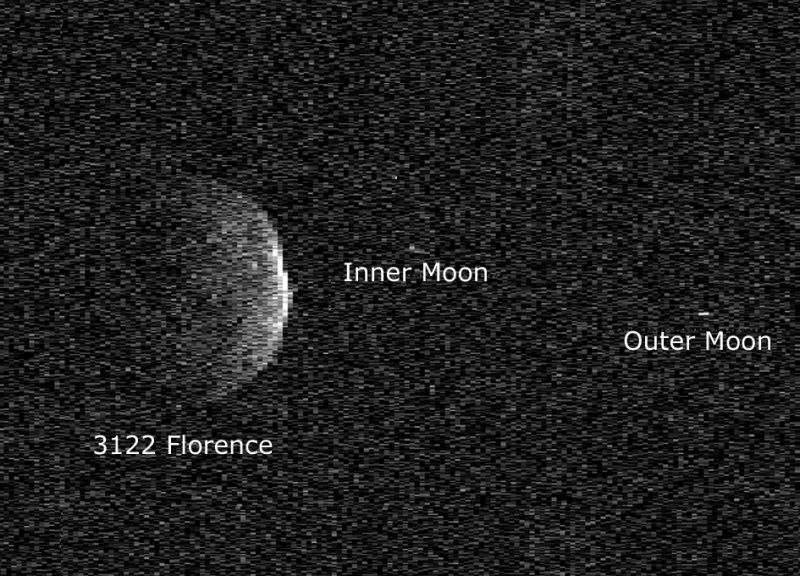
(3122) Florence con sus satélites

Las observaciones de radar durante el acercamiento de 2017 han demostrado que Florence tiene dos satélites. El diámetro de los satélites se estima entre 100 y 300 metros. La órbita del satélite externo parece ser de aproximadamente 22-27 horas, y el satélite interno completa una órbita alrededor de 8 horas.

## Galería de fotos

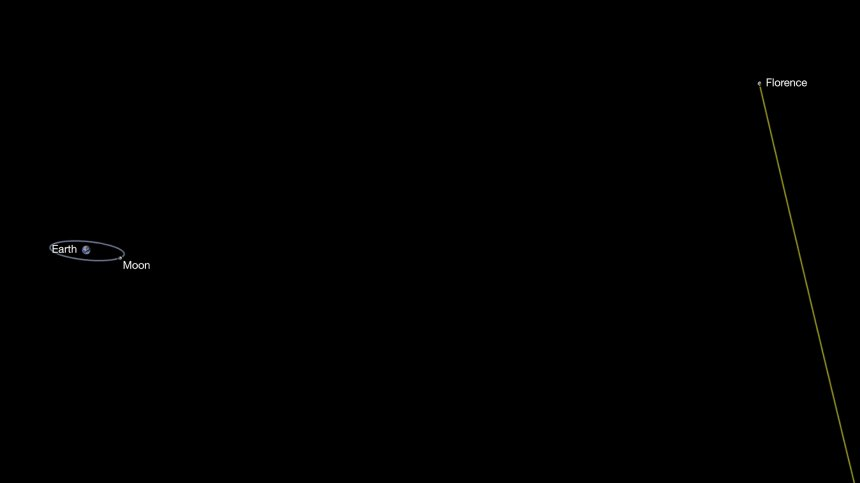
(3122) Florence pasando la Tierra en 2017
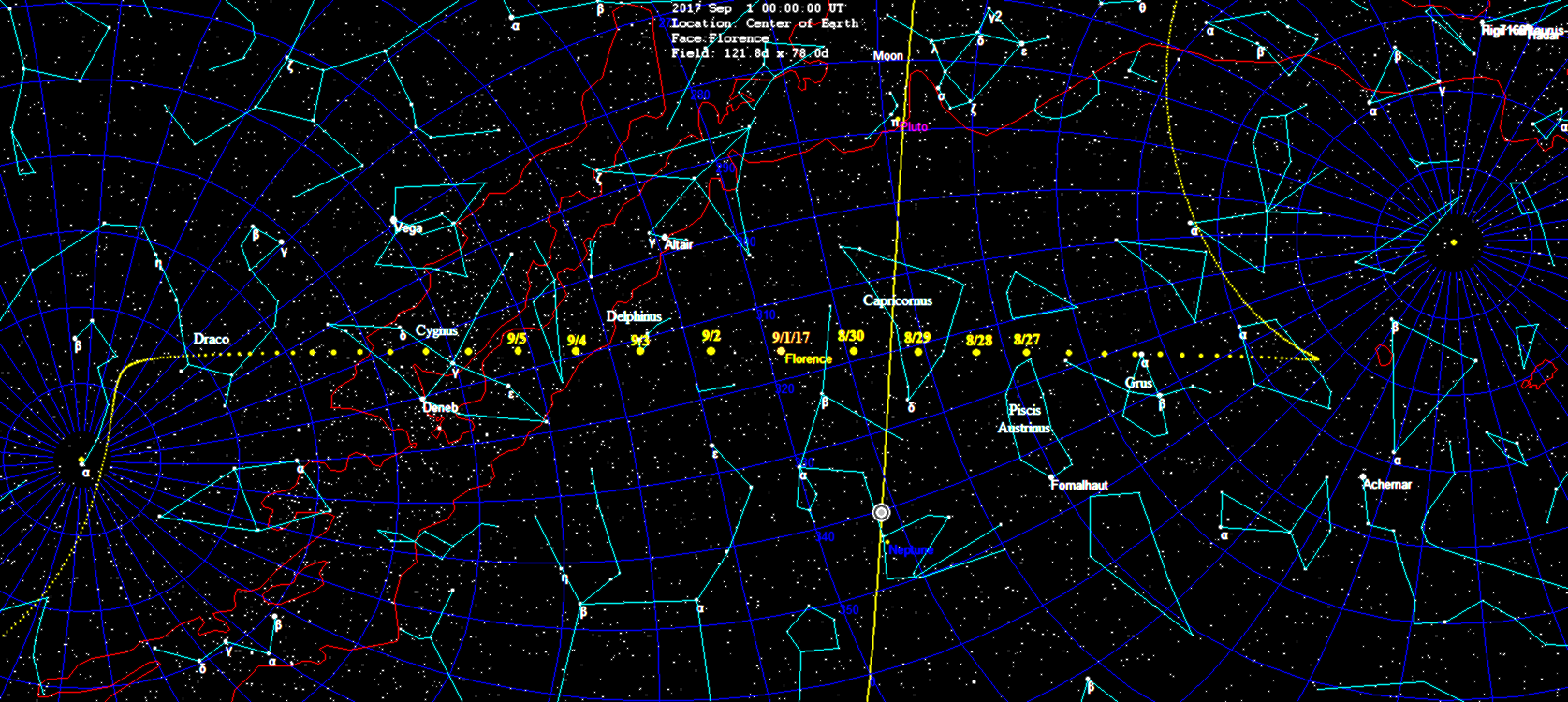
Movimiento diario de (3122) Florence visto desde la Tierra, sobrevuelo cerca del 1 de septiembre de 2017.
Animación tomada UTC: Comienzo 2017-08-30 21:48:46 Fin 2017-08-30 22:53:00 Sitio: Riga Latvia por el astrónomo aficionado Ingvars Tomsons Telescopio: 600/80 0.6reduce CCD HEQ5.